# Dolmen von Barzun

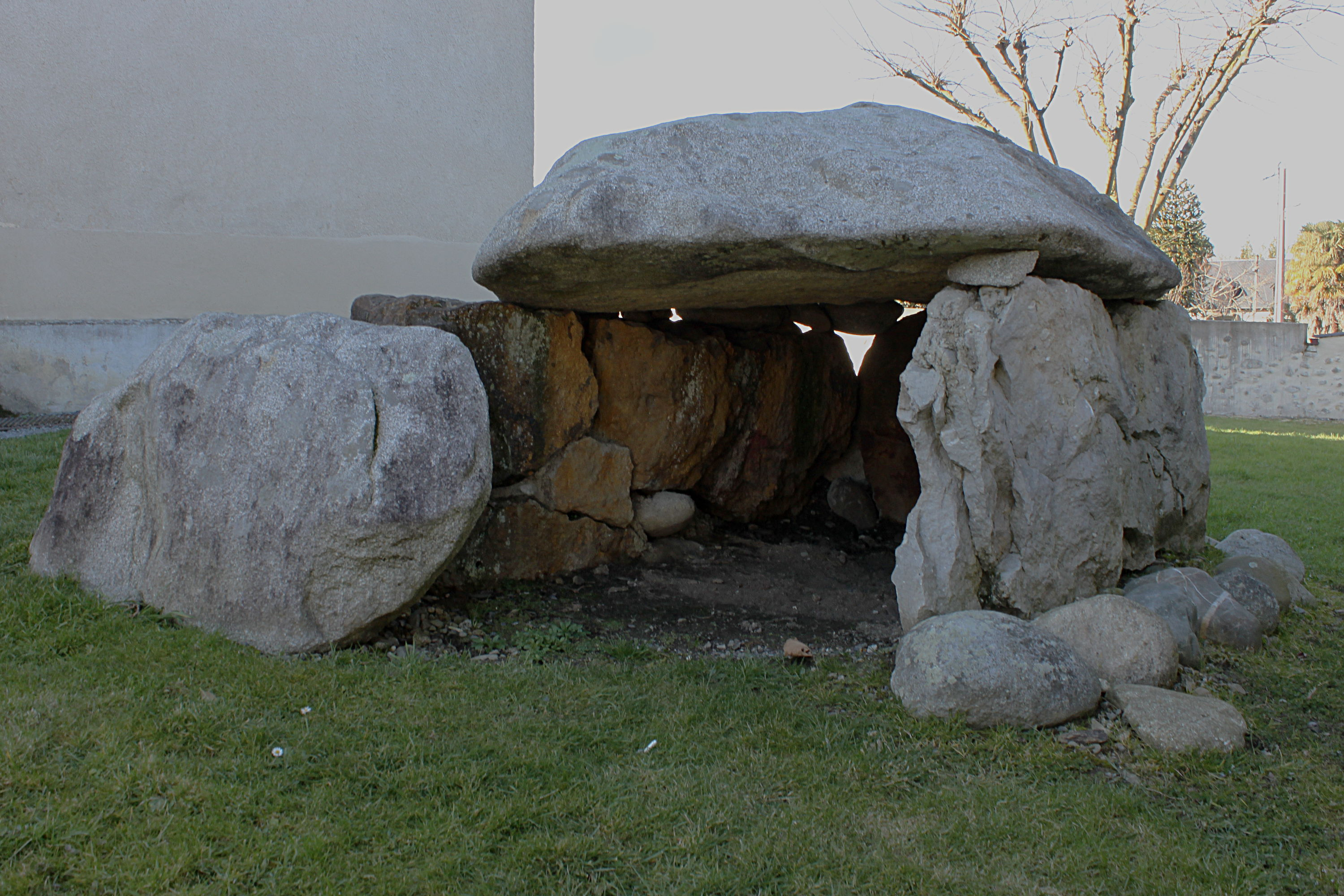
Dolmen von Barzun

Der 1968 in einem Feld in Barzun im Département Pyrénées-Atlantiques in Südfrankreich entdeckte Dolmen von Barzun (auch „Coarraze dolmen“ oder „Dolmen de Hours-Barzun“ genannt) stammt vom Ende der Jungsteinzeit bzw. vom Beginn der Bronzezeit vor 4000 bis 3500 Jahren. Dolmen ist in Frankreich der Oberbegriff für Megalithanlagen aller Art (siehe: Französische Nomenklatur).
Der Dolmen wurde im Jahr 1968 untersucht und demontiert und im Jahre 1972 von Georges Laplace (1918–2004) in Arudy (einem Dorf etwa 50 km von Barzun) wieder aufgebaut. 1990 zog Laplace nach Coarraze und der Dolmen wurde der Gemeinde übereignet und auf dem Rathausplatz installiert. Im Jahr 1995 versuchte Barzun ohne Erfolg, den „streunenden“ Dolmen zurückzuerhalten, was 2010 gelang. 
Die ursprünglich ovale Struktur maß etwa 20,0 × 10,0 Meter. Der Grabhügel hatte eine größte Höhe von 1,5 m. Als der Hügel entfernt wurde, erschienen zwei tangierende Cairns aus Felsbrocken. Im kleineren wurde der Dolmen entdeckt. Die Kammer ist zu einem frühen Zeitpunkt beraubt worden und die Archäologen entdeckten weder Knochen noch Beigaben darin.